# Ethel Thomson Larcombe
Ethel Thomson Larcombe (Islington, 9 de junho de 1879 - 11 de agosto de 1965) foi uma tenista britânica. 

## Grand Slam finais

### Simples: 3 (1 título, 2 vice)
| Resultado | Ano   | Campeonato | Oponente                           | Placar        |
| Vice      | 19032 | Wimbledon  | Dorothea Douglass                  | 6–4, 4–6, 2–6 |
| Campeão   | 19121 | Wimbledon  | Charlotte Cooper Sterry            | 6–3, 6–1      |
| Vice      | 1914  | Wimbledon  | Dorothea Douglass Lambert Chambers | 5–7, 4–6      |